# Sorrento Calcio 2006-2007
Questa voce raccoglie le informazioni riguardanti il Sorrento Calcio nelle competizioni ufficiali della stagione 2006-2007.

## Stagione
Nella stagione 2006-2007 il neopromosso Sorrento ritornato tra i professionisti dopo diciassette stagioni tra i dilettanti, disputa il girone C del campionato di Serie C2, raccoglie 64 punti che valgono il primo posto finale, con 10 punti di vantaggio sul Potenza, secondo classificato. Risultato che vale la promozione diretta in Serie C1. La squadra allenata da Renato Cioffi ottiene 40 punti, con il primo posto nel girone di andata e 34 nel girone di ritorno. Il salernitano Francesco Ripa, che ha firmato 23 reti in campionato, ha vinto nettamente la classifica marcatori del girone C. Nella Coppa Italia di Serie C la squadra rossonera vince il girone L di qualificazione con 8 punti, poi nei turni ad eliminazione, nel primo turno supera nel doppio confronto la Salernitana, nel doppio confronto del secondo turno supera il Melfi, negli ottavi supera l'Avellino, nei quarti il Sorrento viene eliminato dal Gallipoli. Al termine della stagione, ciliegina sulla torta, il Sorrento ha vinto anche la seconda edizione della Supercoppa di Serie C2, pareggiando in trasferta (0-0) con il Foligno che ha vinto il girone B, e battendo in casa (1-0) il Legnano vincitore del girone A, alzando così al cielo il Trofeo, succedendo nell'Albo d'Oro alla Cavese che si era aggiudicata la prima edizione.

## Rosa
| N. |                   | Ruolo | Calciatore         |
| -- | ----------------- | ----- | ------------------ |
|    | Italia (bandiera) | P     | Ciro Ambra         |
|    | Italia (bandiera) | D     | Enrico Braca       |
|    | Italia (bandiera) | D     | Marcello Ferrara   |
|    | Italia (bandiera) | D     | Leonardo Gargiulo  |
|    | Italia (bandiera) | C     | Francesco Ingenito |
|    | Italia (bandiera) | D     | Michele Iorio      |
|    | Italia (bandiera) | C     | Stefano Maiorano   |
|    | Italia (bandiera) | D     | Maurizio Maraucci  |
|    | Italia (bandiera) | C     | Giovanni Marciano  |
|    | Italia (bandiera) | D     | Luigi Mennella     |
|    | Italia (bandiera) | D     | Davide Migliozzi   |
|    | Italia (bandiera) | A     | Luigi Molino       |
|    | Italia (bandiera) | C     | Luigi Pezzella     |

| N. |                   | Ruolo | Calciatore        |
| -- | ----------------- | ----- | ----------------- |
|    | Italia (bandiera) | C     | Pasquale Ottobre  |
|    | Italia (bandiera) | A     | Massimo Rastelli  |
|    | Italia (bandiera) | A     | Francesco Ripa    |
|    | Italia (bandiera) | C     | Gennaro Ruotolo   |
|    | Italia (bandiera) | A     | Giulio Russo      |
|    | Italia (bandiera) | A     | Salvatore Sibilli |
|    | Italia (bandiera) | C     | Sirio Silvestri   |
|    | Italia (bandiera) | A     | Michele Solimene  |
|    | Italia (bandiera) | C     | Angelo Somma      |
|    | Italia (bandiera) | A     | Gianmarco Tedesco |
|    | Italia (bandiera) | C     | Angelo Teta       |
|    | Italia (bandiera) | C     | Iacopo Visone     |

## Risultati

### Serie C2 - girone C

#### Girone di andata
| Arbitro: | Paparazzo (Catanzaro) |

|             |           |                    |
| F. Ripa 77’ | Marcatori | 7’ (rig.) Frisenda |

| Arbitro: | Giardina (Palermo) |

|  |           |             |
|  | Marcatori | 88’ F. Ripa |

| Arbitro: | Tidona (Torino) |

|                                             |           |                             |
| Ottobre 59’ G. Russo 61’ (rig.) F. Ripa 69’ | Marcatori | 2’ Lo Piccolo 66’ Cavaliere |

| Arbitro: | Magno (Catania) |

|                        |           |             |
| Ramora 71’ G. Lisi 81’ | Marcatori | 21’ F. Ripa |

| Arbitro: | Cavarretta (Trapani) |

|                  |           |  |
| F. Ripa 15’, 75’ | Marcatori |  |

| Arbitro: | Didato (Agrigento) |

|  |           |                      |
|  | Marcatori | 3’ Teta 75’ Rastelli |

| Rende 15 ottobre 2006 7ª giornata | Rende              | 0 – 0 | Sorrento | Stadio Marco Lorenzon\| Arbitro: \| Spadaccini (Vasto) \| |
| Arbitro:                          | Spadaccini (Vasto) |       |          |                                                           |

| Arbitro: | Borracci (San Benedetto del Tronto) |

|                                   |           |                |
| F. Ripa 47’ S. Sibilli 84’ (rig.) | Marcatori | 45+4’ Di Mauro |

| Arbitro: | Colasanti (Grosseto) |

|              |           |                           |
| Amenta 45+2’ | Marcatori | 32’ Teta 76’, 85’ F. Ripa |

| Arbitro: | Meli (Parma) |

|                                 |           |           |
| G. Russo 29’ (rig.) F. Ripa 68’ | Marcatori | 11’ Gaeta |

| Arbitro: | Baratta (Salerno) |

|                   |           |                          |
| Molino 63’ (rig.) | Marcatori | 15’ F. Ripa 55’ Rastelli |

| Arbitro: | Barletta (Bernalda) |

|                           |           |  |
| G. Russo 37’ Rastelli 69’ | Marcatori |  |

| Arbitro: | Scoditti (Bologna) |

|                                        |           |  |
| Mitra 24’ (rig.) Campione Ciriello 74’ | Marcatori |  |

| Arbitro: | Lupo (Matera) |

|                                                      |           |  |
| F. Ripa 18’, 30’, 90+2’ (rig.) S. Sibilli 81’ (rig.) | Marcatori |  |

| Arbitro: | Ferrandini (Sondrio) |

|                       |           |              |
| Memmo 61’ Galetti 82’ | Marcatori | 63’ Maraucci |

| Arbitro: | Stallone (Foggia) |

|                            |           |               |
| F. Ripa 30’ S. Sibilli 33’ | Marcatori | 41’ Pignalosa |

| Gela 23 dicembre 2006 17ª giornata | Gela                  | 0 – 0 | Sorrento | Stadio Vincenzo Presti\| Arbitro: \| Guerriero (Catanzaro) \| |
| Arbitro:                           | Guerriero (Catanzaro) |       |          |                                                               |

#### Girone di ritorno
| Barcellona Pozzo di Gotto 14 gennaio 2007 18ª giornata | Igea Virtus                       | 0 – 0 | Sorrento | Stadio Carlo D'Alcontres\| Arbitro: \| Candussio (Cervignano del Friuli) \| |
| Arbitro:                                               | Candussio (Cervignano del Friuli) |       |          |                                                                             |

| Arbitro: | Vivenzi (Brescia) |

|              |           |           |
| G. Russo 37’ | Marcatori | 87’ Iozzi |

| Arbitro: | Peruzzo (Schio) |

|                  |           |  |
| Scopelliti 90+3’ | Marcatori |  |

| Sorrento 4 febbraio 2007 21ª giornata | Sorrento                        | 0 – 0 | Vigor Lamezia | Stadio Italia\| Arbitro: \| Andolfatto (Bassano del Grappa) \| |
| Arbitro:                              | Andolfatto (Bassano del Grappa) |       |               |                                                                |

| Arbitro: | Valeri (Roma) |

|  |           |             |
|  | Marcatori | 76’ F. Ripa |

| Arbitro: | Barletta (Bernalda) |

|             |           |              |
| F. Ripa 83’ | Marcatori | 11’ Clemente |

| Arbitro: | Donati (Ravenna) |

|             |           |                       |
| F. Ripa 80’ | Marcatori | 60’ (rig.) Galantucci |

| Arbitro: | Marrocco (Pisa) |

|           |           |                           |
| Campo 12’ | Marcatori | 32’ S. Silvestri 47’ Teta |

| Arbitro: | Liotta (Caltanissetta) |

|                                     |           |                      |
| M. Ferrara 18’ Teta 77’ F. Ripa 85’ | Marcatori | 80’ (rig.) Giacalone |

| Arbitro: | Baracani (Firenze) |

|  |           |                          |
|  | Marcatori | 55’ F. Ripa 59’ G. Russo |

| Arbitro: | Nasca (Bari) |

|                         |           |                        |
| F. Ripa 55’, 65’ (rig.) | Marcatori | 56’ Manco 90+5’ Murolo |

| Catanzaro 7 aprile 2007 29ª giornata | Catanzaro          | 0 – 0 | Sorrento | Stadio Nicola Ceravolo\| Arbitro: \| Didato (Agrigento) \| |
| Arbitro:                             | Didato (Agrigento) |       |          |                                                            |

| Arbitro: | Tramontina (Udine) |

|              |           |            |
| G. Russo 23’ | Marcatori | 73’ Brutto |

| Arbitro: | Bo (Genova) |

|              |           |              |
| Esposito 13’ | Marcatori | 15’ Rastelli |

| Arbitro: | Tasso (La Spezia) |

|           |           |                  |
| Braca 58’ | Marcatori | 85’ Caracciolese |

| Arbitro: | Barbirati (Ferrara) |

|          |           |                             |
| Nolè 78’ | Marcatori | 13’ Ottobre 53’ (rig.) Teta |

| Arbitro: | Zanardo (Conegliano) |

|                            |           |  |
| F. Ripa 13’ G. Russo 45+3’ | Marcatori |  |

### Coppa Italia di Serie C

#### Girone L
| Arbitro: | Russo (Nola) |

|              |           |                 |
| Solimene 47’ | Marcatori | 85’ A. Esposito |

| Arbitro: | La Mura (Nocera Inferiore) |

|                          |           |  |
| Ottobre 31’ Rastelli 69’ | Marcatori |  |

| 30 agosto 2006 3ª giornata |  | – Turno di riposo Sorrento |  |  |

| Cassino 6 settembre 2006 4ª giornata | Cassino        | 0 – 0 | Sorrento | Stadio Gino Salveti\| Arbitro: \| Gambini (Roma) \| |
| Arbitro:                             | Gambini (Roma) |       |          |                                                     |

| Arbitro: | Fatta (Palermo) |

|                                         |           |  |
| G. Russo 7’ Ingenito 18’, 25’, 32’, 86’ | Marcatori |  |

#### Secondo turno
| Salerno 18 ottobre 2006 Andata | Salernitana  | 0 – 0 | Sorrento | Stadio Arechi\| Arbitro: \| Zonno (Bari) \| |
| Arbitro:                       | Zonno (Bari) |       |          |                                             |

| Arbitro: | Stallone (Foggia) |

|                       |           |  |
| Rastelli 16’ Teta 37’ | Marcatori |  |

#### Terzo turno
| Arbitro: | Guerriero (Catanzaro) |

|                                                                                                 |           |  |
| Somma 6’, 27’ Ingenito 10’, 29’, 43’, 73’ S. Sibilli 12’, 17’, 45’ Solimene 20’, 81’ Lupico 68’ | Marcatori |  |

| Arbitro: | Bellè (Reggio Calabria) |

|            |           |                    |
| Marano 28’ | Marcatori | 4’ Teta 87’ Visone |

#### Ottavi di finale
| Arbitro: | Spadaccini (Vasto) |

|                          |           |             |
| G. Russo 83’ F. Ripa 86’ | Marcatori | 13’ Rivaldo |

| Arbitro: | Taverna (Taurianova) |

|  |           |                       |
|  | Marcatori | 17’ Visone 29’ Molino |

#### Quarti di finale
| Arbitro: | Giancola (Vasto) |

|                            |           |                  |
| Cimarelli 39’ Califano 81’ | Marcatori | 58’ S. Silvestri |

| Arbitro: | Paparazzo (Catanzaro) |

|             |           |             |
| F. Ripa 27’ | Marcatori | 40’ Morello |

### Supercoppa di Serie C2
| Arbitro: | Giancola (Vasto) |

|                   |           |  |
| Legati 78’ (rig.) | Marcatori |  |

| Foligno 23 maggio 2007 2ª giornata | Foligno      | 0 – 0 | Sorrento | Stadio Enzo Blasone\| Arbitro: \| Meli (Parma) \| |
| Arbitro:                           | Meli (Parma) |       |          |                                                   |

| Arbitro: | Pecorelli (Arezzo) |

|              |           |  |
| G. Russo 58’ | Marcatori |  |